# Sebastian König (Schauspieler, 1981)
Sebastian König (* 15. März 1981 in Frankfurt am Main) ist ein deutscher Schauspieler.

## Leben
König besuchte in Frankfurt am Main das Gymnasium und legte dort auch sein Abitur ab. Während seiner Schulzeit verbrachte er 1997/1998 ein Jahr an einer High School in Toronto, Kanada. Erste schauspielerische Erfahrungen machte er bereits während seiner Schulzeit an einem Frankfurter Theaterstudio, später dann, während seines Zivildienstes (2000/2001), am Papageno-Theater in Frankfurt am Main. Dort gab er 2001 sein Bühnendebüt in dem Märchenstück Der kleine Muck.
König absolvierte anschließend von 2002 bis 2005 eine Schauspielausbildung am Max Reinhardt Seminar in Wien, die er mit Auszeichnung  abschloss. Zu seinen Lehrern dort gehörten unter anderem Artak Grigorjan, Klaus Maria Brandauer und István Szabó. Während seiner Ausbildung spielte er 2003 am Schlosstheater Wien die Rolle des Sozialrevolutionärs Kaljajew in Die Gerechten. Dort wurde er von dem Regisseur und Intendanten Anselm Weber entdeckt, der ihn daraufhin 2005 an das Schauspiel Essen engagierte.
Er hatte Fest- und Gastengagements am Schauspiel Essen (2005–2008), an der Volksbühne Berlin (seit 2008 dort festes Ensemblemitglied), am Maxim-Gorki-Theater (2011) und bei den Luisenburg-Festspielen (2007). Für seine schauspielerische Leistung bei den Luisenburg-Festspielen erhielt er 2007 von der Kritiker-Jury den Nachwuchspreis der Stadt Wunsiedel.
König spielte als Theaterschauspieler ein breites Repertoire, das Rollen in Stücken von William Shakespeare, insbesondere aber auch Stücke der Moderne und des zeitgenössischen Theaters umfasste.
Zu seinen Bühnenrollen gehörten unter anderem Kai Carlsen in einer Bühnenfassung des Romans Stier von Ralf Rothmann (Schauspiel Essen, 2005/2006), Dankwart in Die Nibelungen (Schauspiel Essen, 2005/2006)), Lysander in der Komödie Ein Sommernachtstraum (Schauspiel Essen, 2005–2007), Karl Moor in Die Räuber (Schauspiel Essen, 2006/2007), Absyrtus in Das goldene Vlies (Schauspiel Essen (2007/2008), D’Artagnan in Die drei Musketiere (Luisenburg-Festspiele 2007), Malcolm in Macbeth (Volksbühne Berlin, 2008/2009), Charles in Quai West von Bernard-Marie Koltès (Volksbühne Berlin, 2010/2011; Regie: Werner Schroeter, neben Christoph Letkowski als Fak) und der Lehrer in Der Hofmeister (2011, Produktion des Maxim-Gorki-Theaters mit dem Campus Rütli).
König übernahm seit 2004 gelegentlich auch Filmrollen, in Kurzfilmen und Dokumentarfilmen. König ist jedoch fast ausschließlich als Theaterschauspieler tätig. Eine Episodenhauptrolle hatte er 2008 in der ZDF-Krimiserie SOKO Wismar (Folge: Das verschlossene Zimmer, als Patrick).
König arbeitet außerdem als Sprecher für Hörspiele und Hörbücher. Er wirkte unter anderem 2004 beim ORF in einer Hörspielfassung des Romans Holzfällen und 2006 beim Bayerischen Rundfunk in einer Thriller-Fassung des Romans Der Mann ohne Eigenschaften mit.
König lebt in Berlin.

## Filmographie (Auswahl)
- 2004: Niemals vergessen (Kurzfilm)
- 2008: SOKO Wismar (Folge: Das verschlossene Zimmer)
- 2009: Welt der Wunder (Kaspar Hauser)
- 2010: Eintagsrebellen (Kurzfilm)